# 希隆斯克地區希羅達
希隆斯克地區希羅達是波蘭的城鎮，位於該國西南部，距離首府弗罗茨瓦夫約32公里，由下西里西亞省負責管轄，面積14.94平方公里，海拔高度130米，2006年人口8,800。

## 外部連結
- Municipal website
- Jewish Community in Środa Śląska （页面存档备份，存于） on Virtual Shtetl

51°09′N 16°35′E / 51.150°N 16.583°E